# Cerc osculator

Cercul osculator

În geometria diferențială a curbelor, cercul osculator (sau cerc de curbură) al unei curbe într-un punct dat P este cercul limită către care tinde cercul dus din trei puncte M, N, P ale curbei, când punctele M și N tind către P.
Centrul acestui cerc se numește centrul de curbură al curbei în punctul P, iar raza se numește rază de curbură.
Acest cerc aproximează curba în vecinătatea acelui punct.